# Vorarlberg
Vorarlberg (phát âm tiếng Đức: [ˈfoːɐ̯ʔaʁlbɛʁk]) là bang (Bundesland) cực tây của Áo. Đây là bang nhỏ thứ nhì sau Viên, dân số cũng áp chót, và có mật độ dân số đứng thứ hai (cũng sau Viên). Nó giáp ba nước: Đức (Bayern và Baden-Württemberg phía bên kia hồ Constance), Thụy Sĩ (Graubünden và St. Gallen) và Liechtenstein. Vorarlberg giáp bang Tirol về phía đông. Tên của bang Vorarlberg (dịch sát nghĩa:trước núi Arl) có nguồn gốc từ ngọn núi Arlberg thuộc dãy núi Anpơ. Vorarlberg là một vùng núi rộng lớn. Khoảng 37% (97.000 ha) bề mặt của nó là rừng.
Thủ phủ Vorarlberg là Bregenz (29.500 người), dù Dornbirn (50.400 người) và Feldkirch (35.000 người) đều đông dân hơn. Vorarlberg cũng là bang duy nhất của Áo mà phương ngôn không phải tiếng Áo-Bayern, mà là tiếng Alemanni; do vậy có thể cho rằng nơi đây có chung văn hóa với phần Thụy Sĩ nói tiếng Alemanni, Liechtenstein, Schwaben và Alsace hơn với phần còn lại của nước Áo.
Về hành chính, Voralberg chia làm 4 huyện:
- Bludenz
- Bregenz
- Dornbirn
- Feldkirch

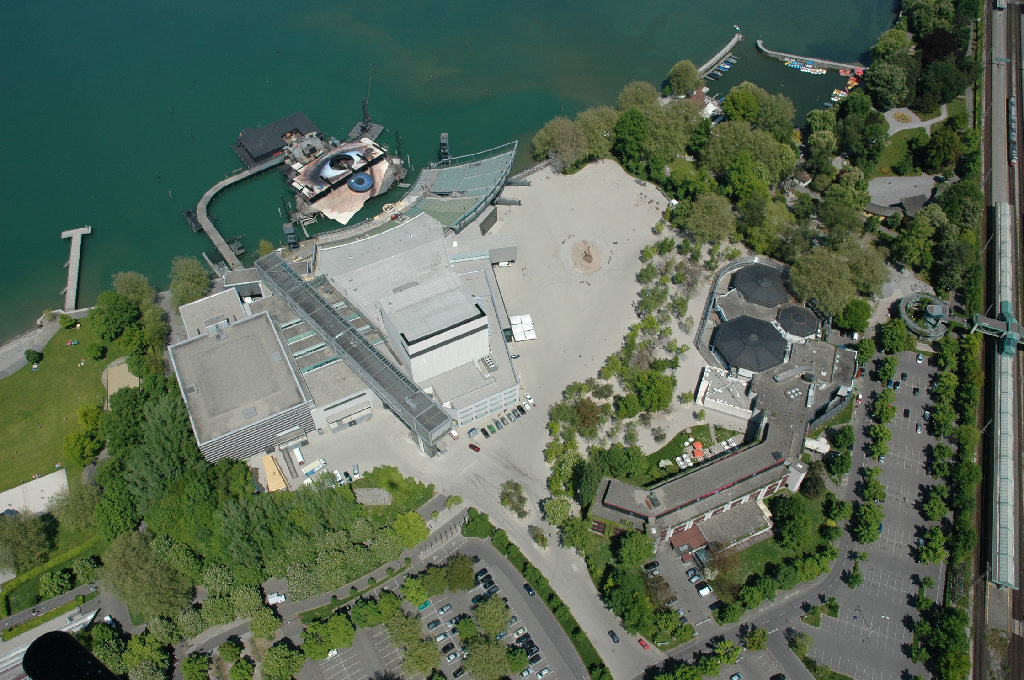
Hồ Stage, nơi tổ chức Liên hoan hàng năm Bregenzer Festspiele tại Bregenz
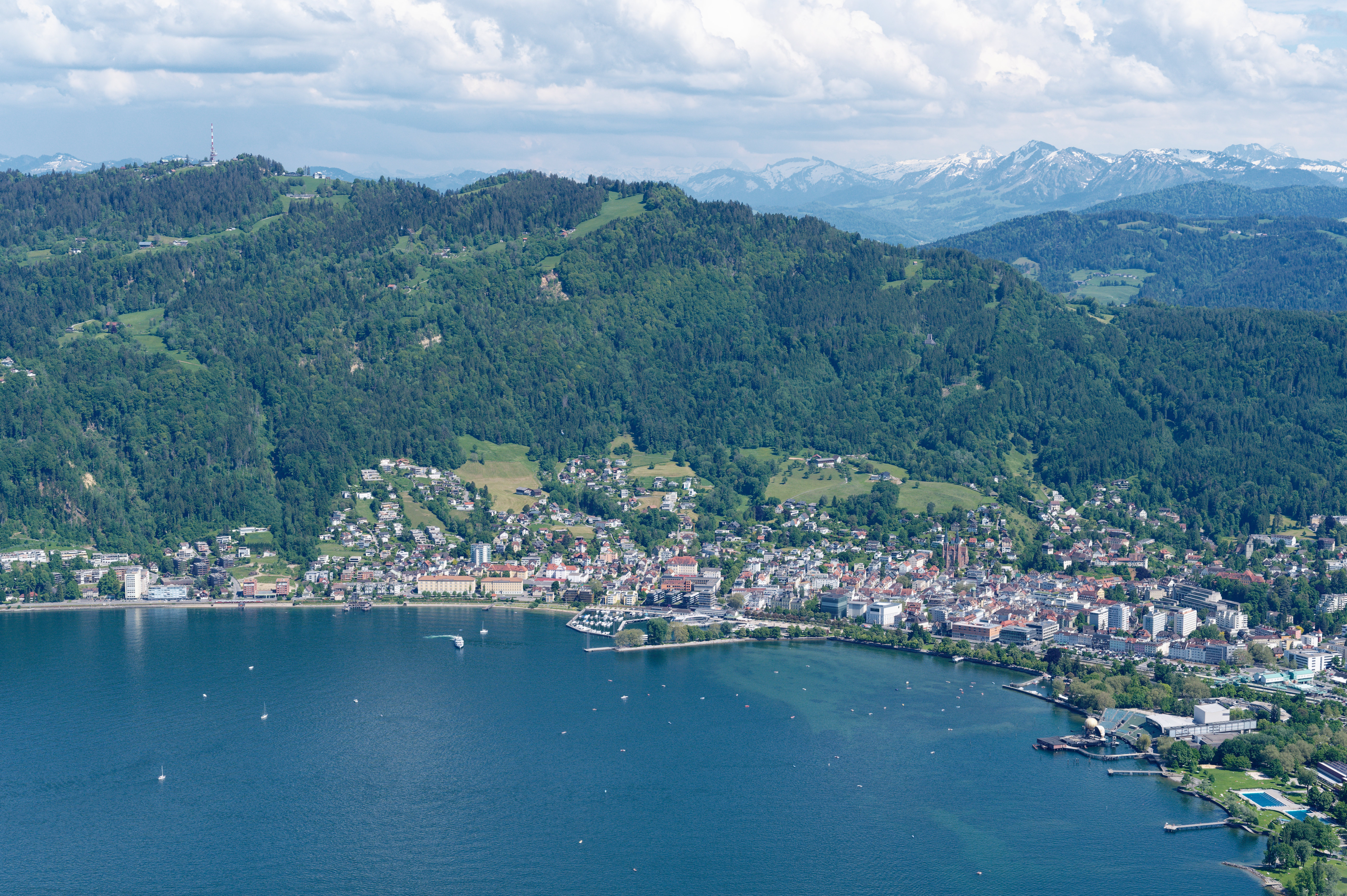
Bregenz, bên hồ Bodensee
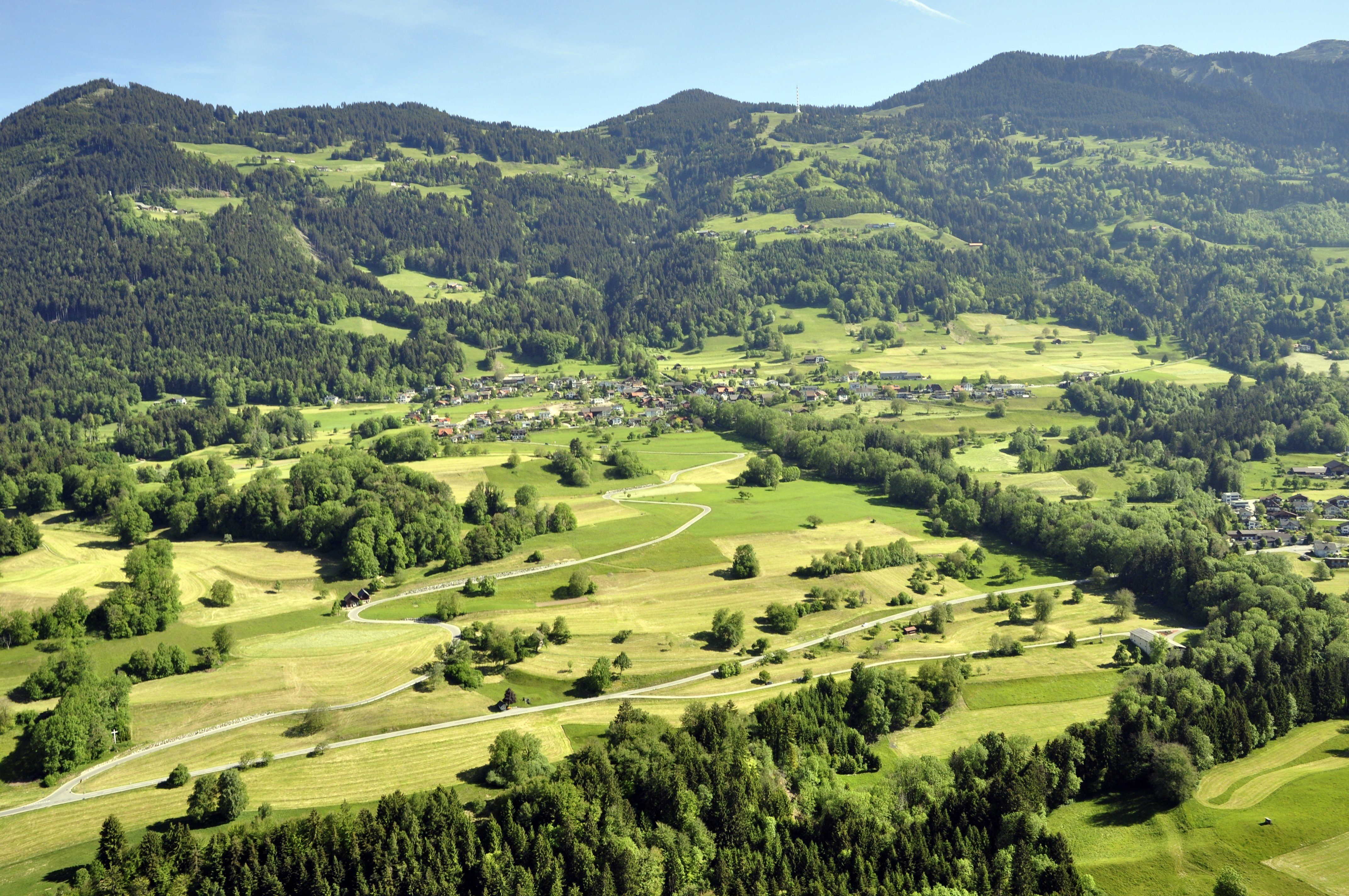
Düns
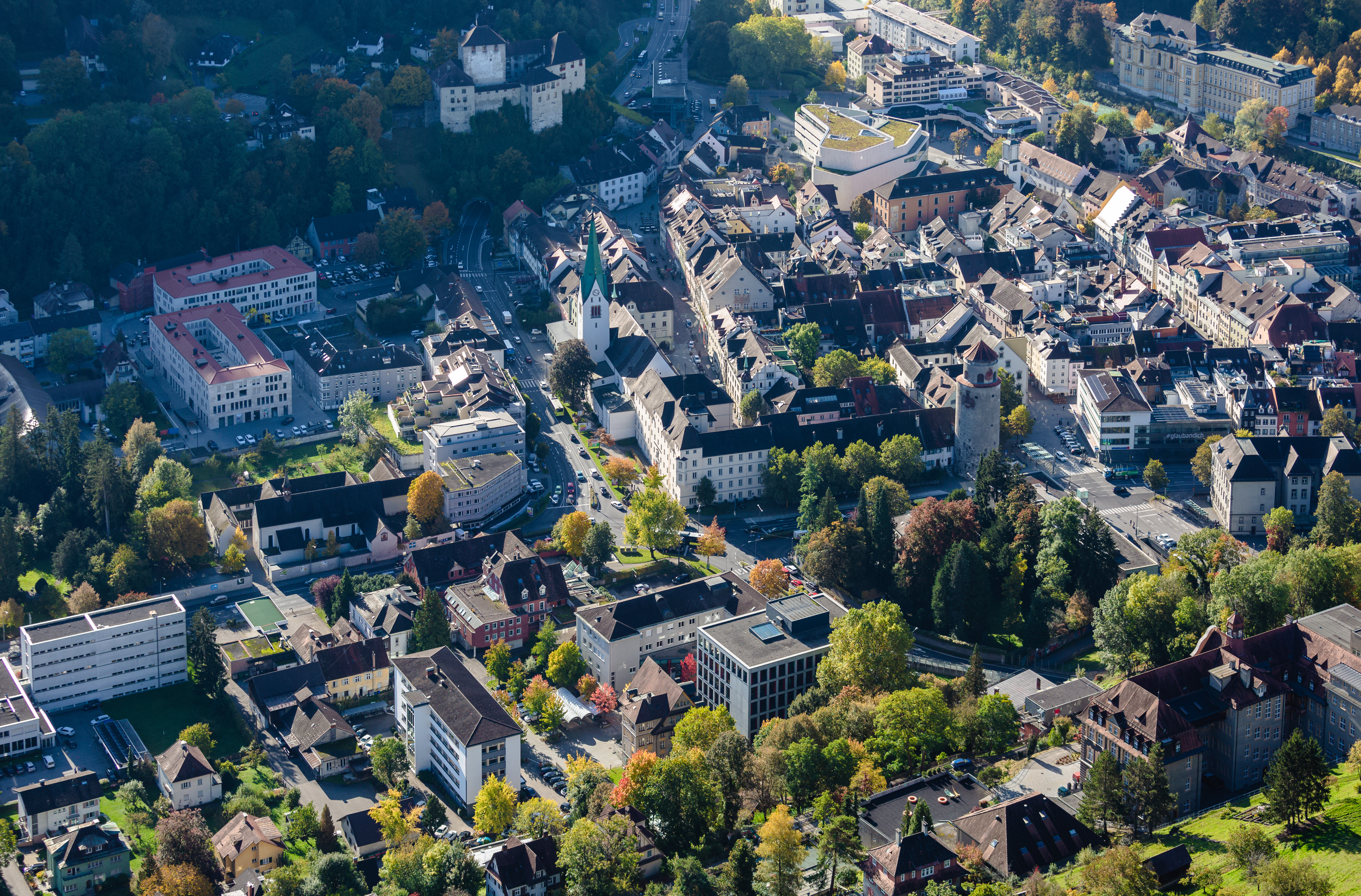
Feldkirch
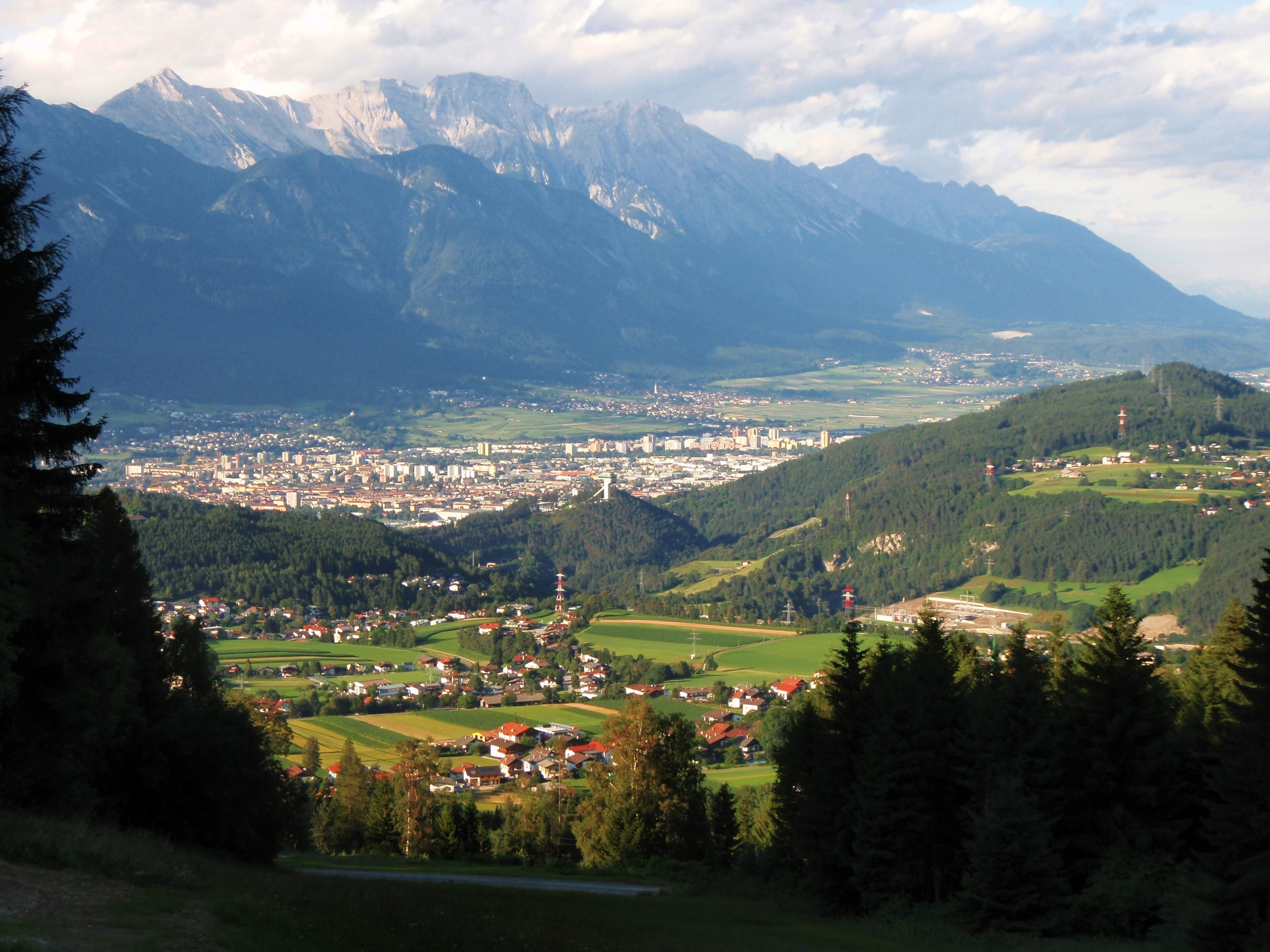
Thung lũng Inn tại Innsbruck, Tyrol
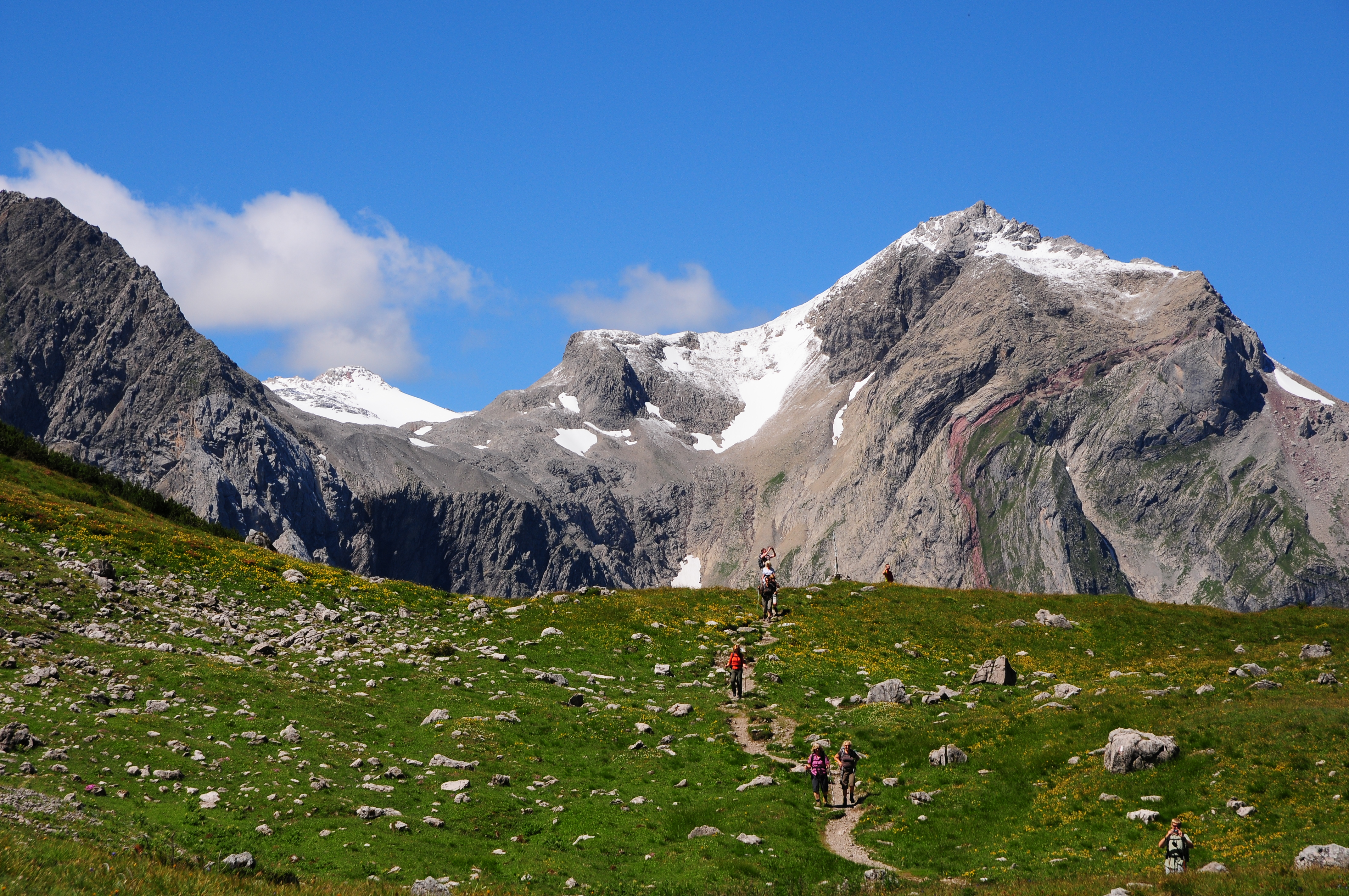
Núi Saulajoch cao 2517 m thuộc rặng núi Rätikon
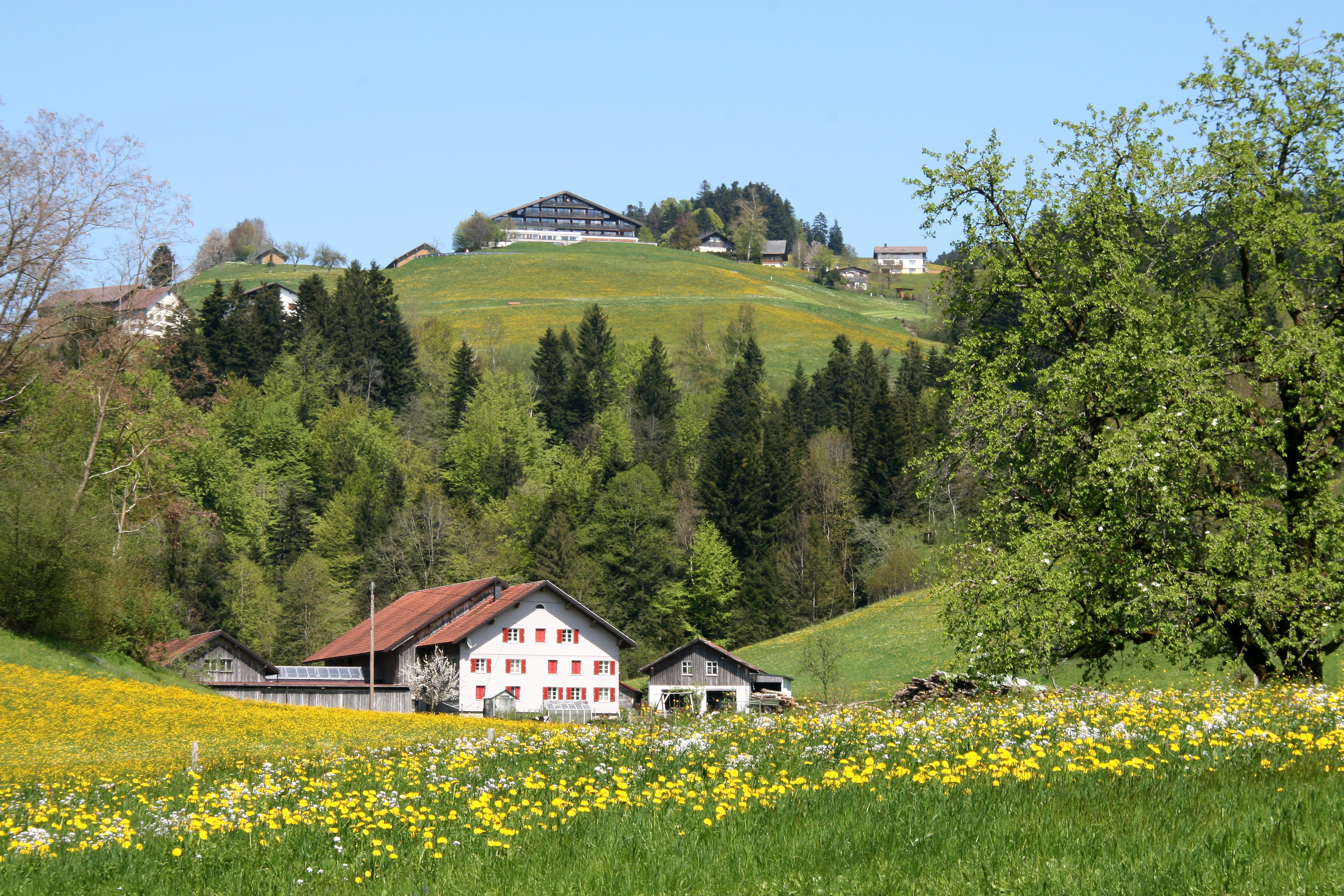
Sulzberg, Bregenz
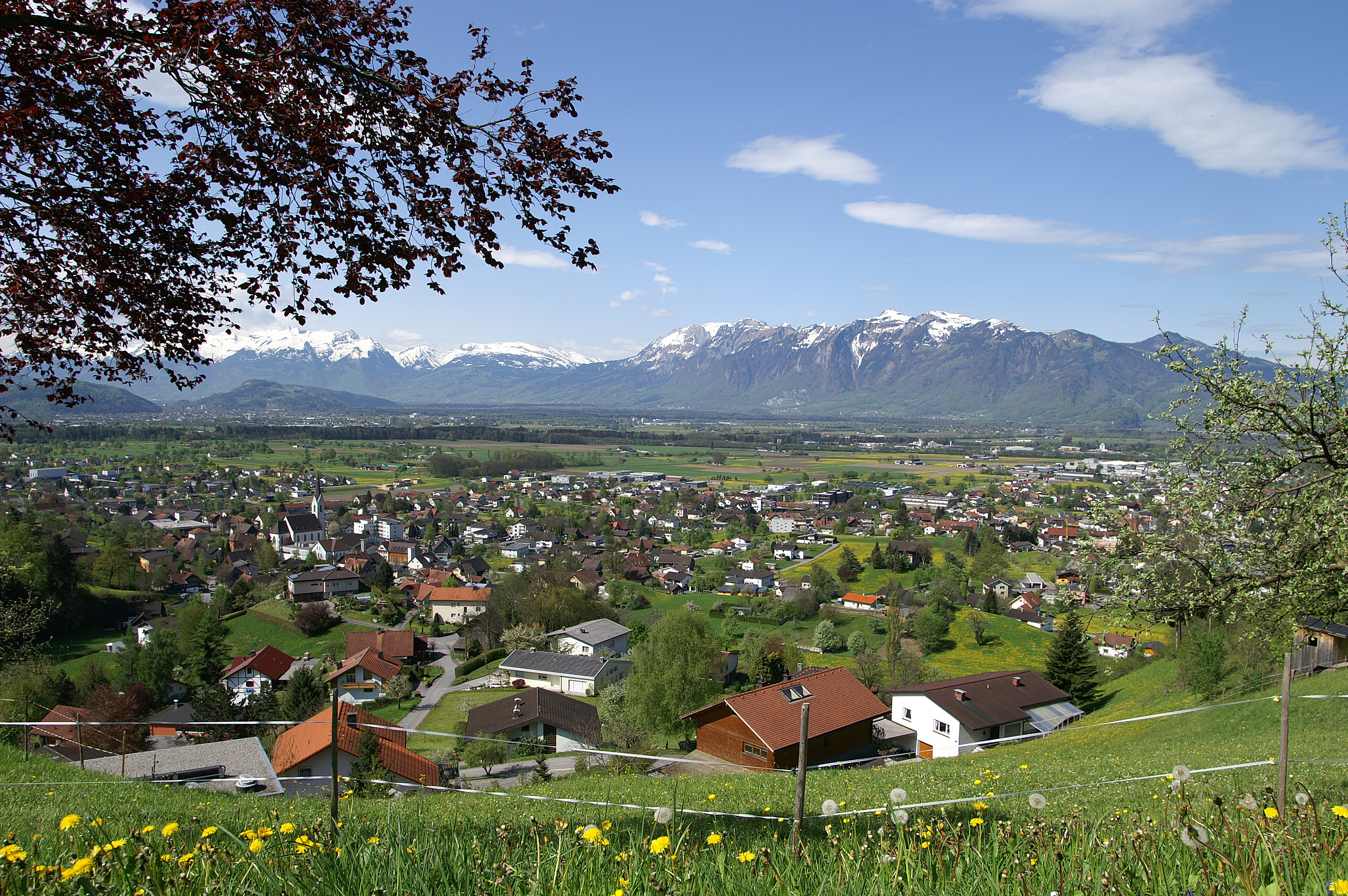
Weiler, Feldkirch
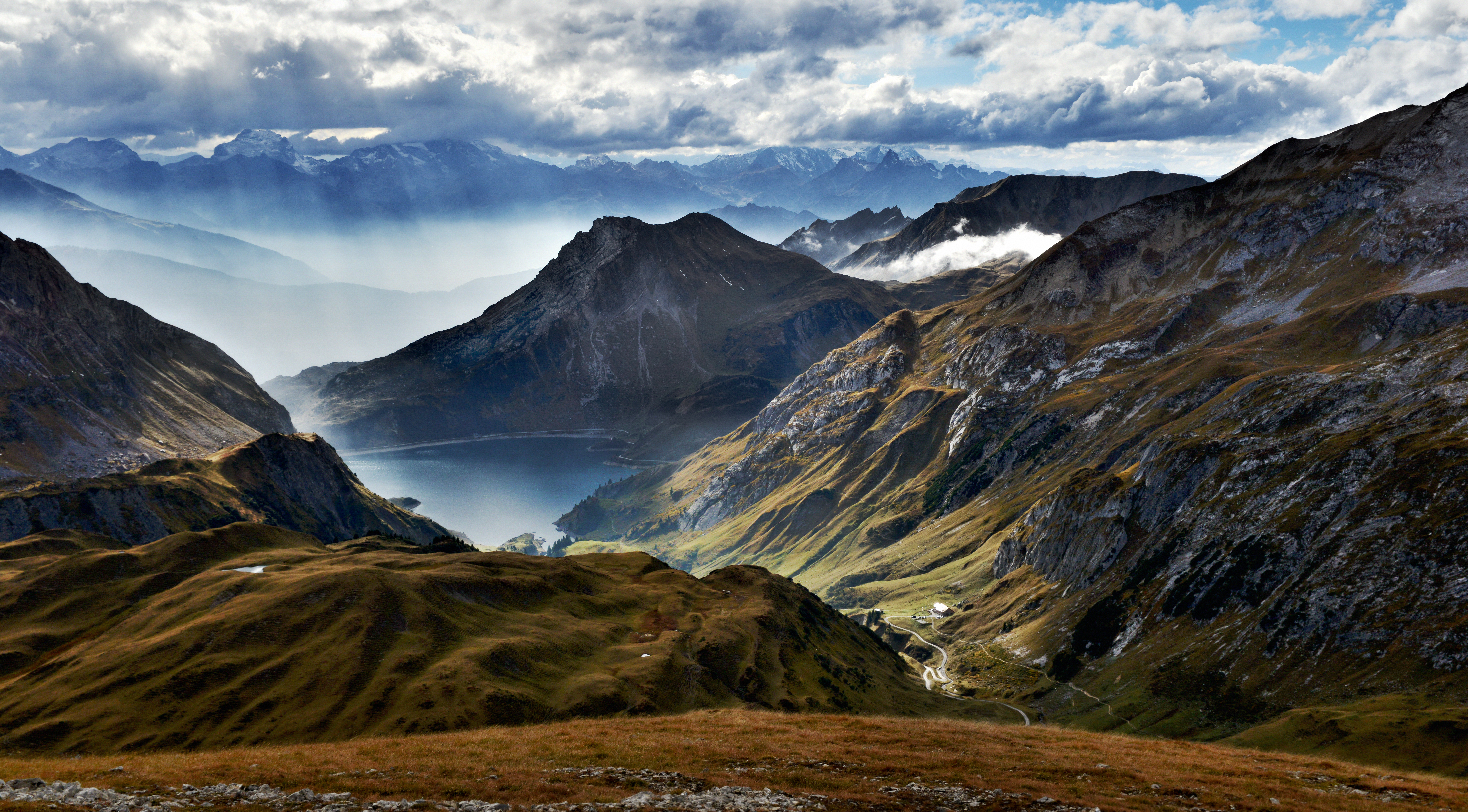
'Spullersee' là một hồ nước ở Bludenz
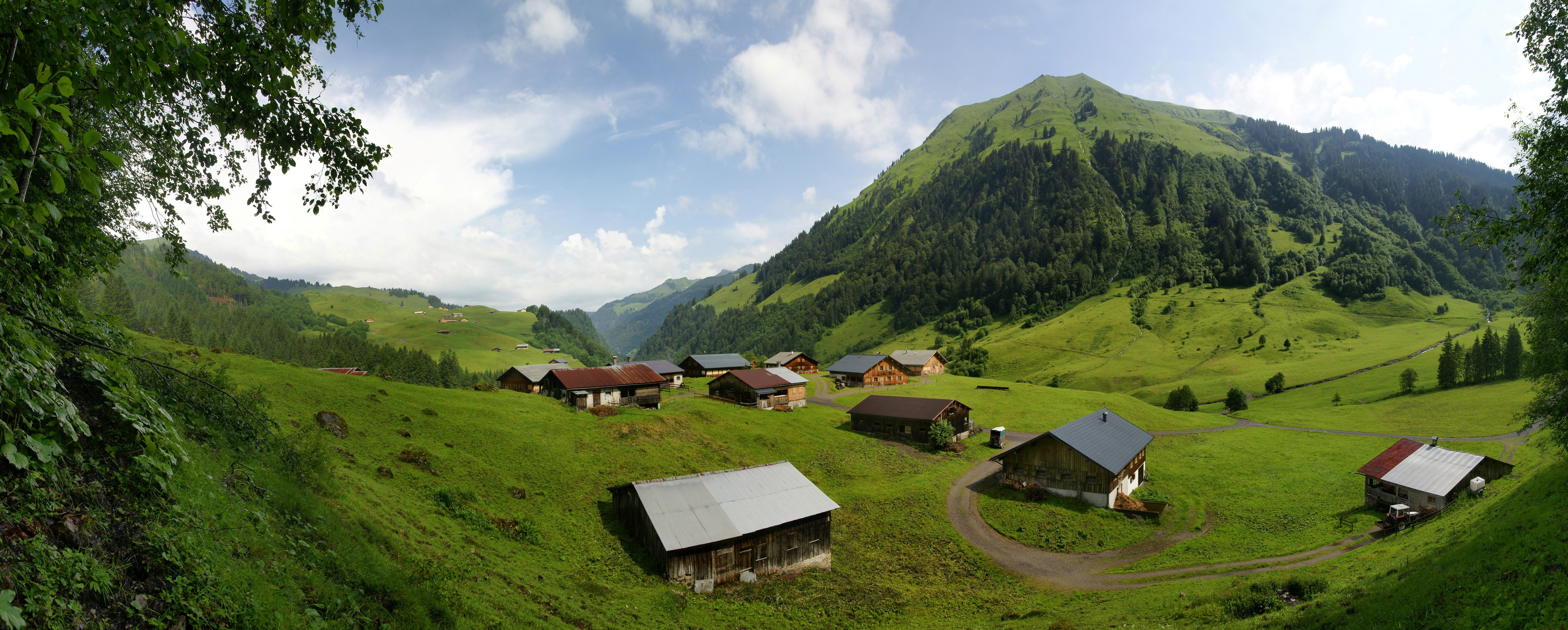
Vorderhopfreben thuộc huyện Bregenz